# (541128) 2018 RB27
(541128) 2018 RB27 es un asteroide perteneciente al cinturón de asteroides descubierto el 30 de agosto de 2008 por el equipo del Observatorio Astronómico de Mallorca desde el Observatorio Astronómico de La Sagra, Puebla de Don Fadrique (Granada), España.

## Designación y nombre
Designado provisionalmente como (541128) 2018 RB27.

## Características orbitales
(541128) 2018 RB27 está situado a una distancia media del Sol de 2,934 ua, pudiendo alejarse hasta 3,124 ua y acercarse hasta 2,743 ua. Su excentricidad es 0,064 y la inclinación orbital 12,42 grados. Emplea 1835,71 días en completar una órbita alrededor del Sol.

## Características físicas
La magnitud absoluta de (541128) 2018 RB27 es 15,5. 